# Садихова Санам Іса кизи
Санам Іса кизи Садихова (1914, місто Нахічевань, тепер Нахічеванська Автономна Республіка, Азербайджан — ?) — радянська азербайджанська діячка, вчителька Тазакендської середньої школи Нахічеванської АРСР. Депутат Верховної ради СРСР 2-го скликання.

## Життєпис
У 1930 році закінчила Нахічеванську початкову школу. Потім переїхала до Баку, де два роки навчалася в господарському технікумі.
Після повернення до Нахічевані закінчила двомісячні курси при Інституті вчителів. Працювала вихователькою дитячого садка в Нахічевані.
На 1945—1946 роки — вчителька Тазакендської середньої школи Нахічеванської АРСР.
Подальша доля невідома.